# Ejer Bavnehøj
L'Ejer Bavnehøj est le troisième plus haut sommet du Danemark (hors Groenland et îles Féroé), avec une altitude de 170,35 mètres. Il se trouve dans la commune de Skanderborg, dans le Jutland central. Une tour, construite en 1924 et commémorant la réunion du sud du Jutland au reste du Danemark après la Première Guerre mondiale, se trouve à son sommet.
On y accède depuis le village d'Ejer, par une route asphaltée qui mène à un parking situé juste devant la tour.
Le Møllehøj, point culminant du Danemark, se situe 300 mètres plus à l'ouest et est accessible à pied. Yding Skovhøj, le deuxième point culminant du Danemark, se trouve à moins de 4 kilomètres au nord-ouest.

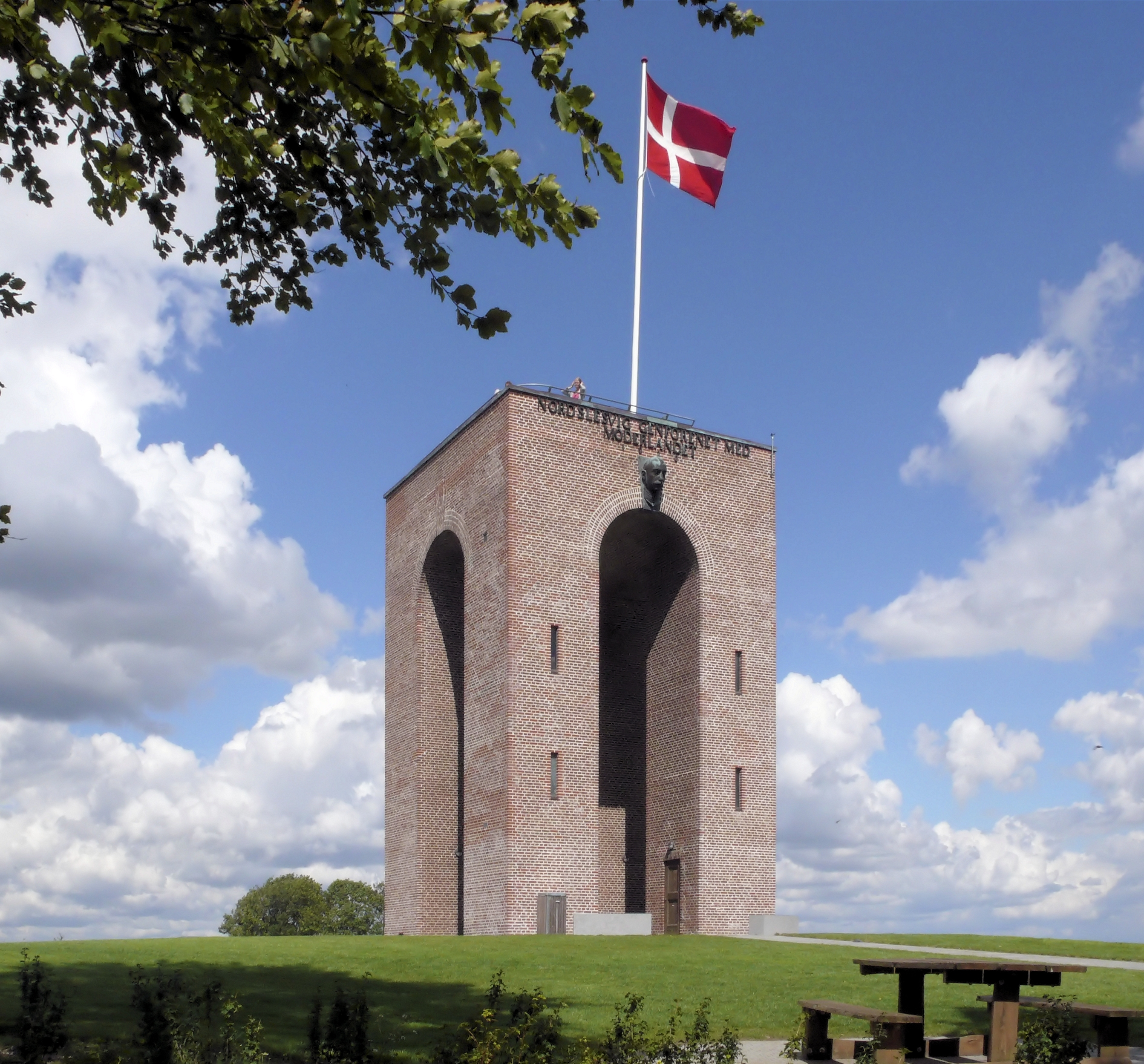
Tour au sommet de l'Ejer Bavnehøj.